# Flughafen Bern-Belp

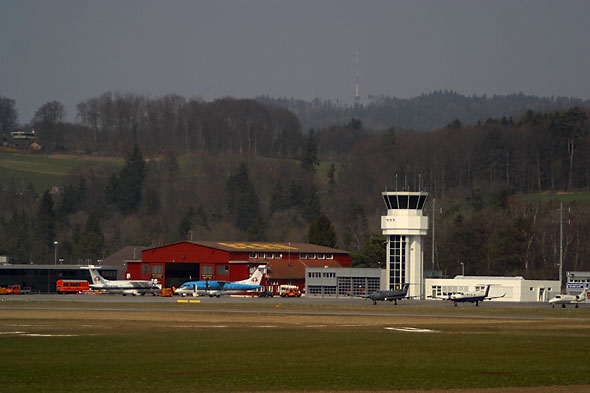
Luchthaven Bern-Belp

Luchthaven Bern-Belp (Duits: Flughafen Bern-Belp), (Frans: Aéroport de Berne-Belp) (IATA: BRN, ICAO: LSZB), is de internationale luchthaven van Bern, vlak bij het plaatsje Belp. Vandaar de naam Bern-Belp. De luchthaven staat ook bekend onder de naam Bern Airport.
Luchthaven Bern heeft een startbaan van 1730 m. Een luchthavenbus rijdt vanaf de luchthaven naar Bern station. 